# アカヤシオ
アカヤシオ（赤八汐、学名: Rhododendron pentaphyllum var. nikoense）はツツジ科ツツジ属の落葉低木。別名、アカギツツジ。
本州の福島県から、紀伊半島の三重県まで太平洋側に分布する。深山に自生する。樹皮は灰褐色から茶褐色をしている。若木の樹皮は表面が滑らかであるが、生長するにしたがって表面が薄くはがれてくる。花期は4 - 5月で、5 - 6 センチメートル (cm) の淡紅紫色の花を咲かせる。
冬芽（花芽）は紡錘形で長さ12 - 15ミリメートル (mm) 、先端がとがり、芽鱗20 - 24枚に包まれている。花芽のわきに小さな葉芽がつくことがあり、葉芽は卵形をしている。葉痕は三角形から半円形で、維管束痕が１個つく。
変種にアケボノツツジ、ツクシアケボノツツジがある。
アケボノツツジは、紀伊半島から、四国に分布する。
ツクシアケボノツツジは、九州に分布する。

## 画像

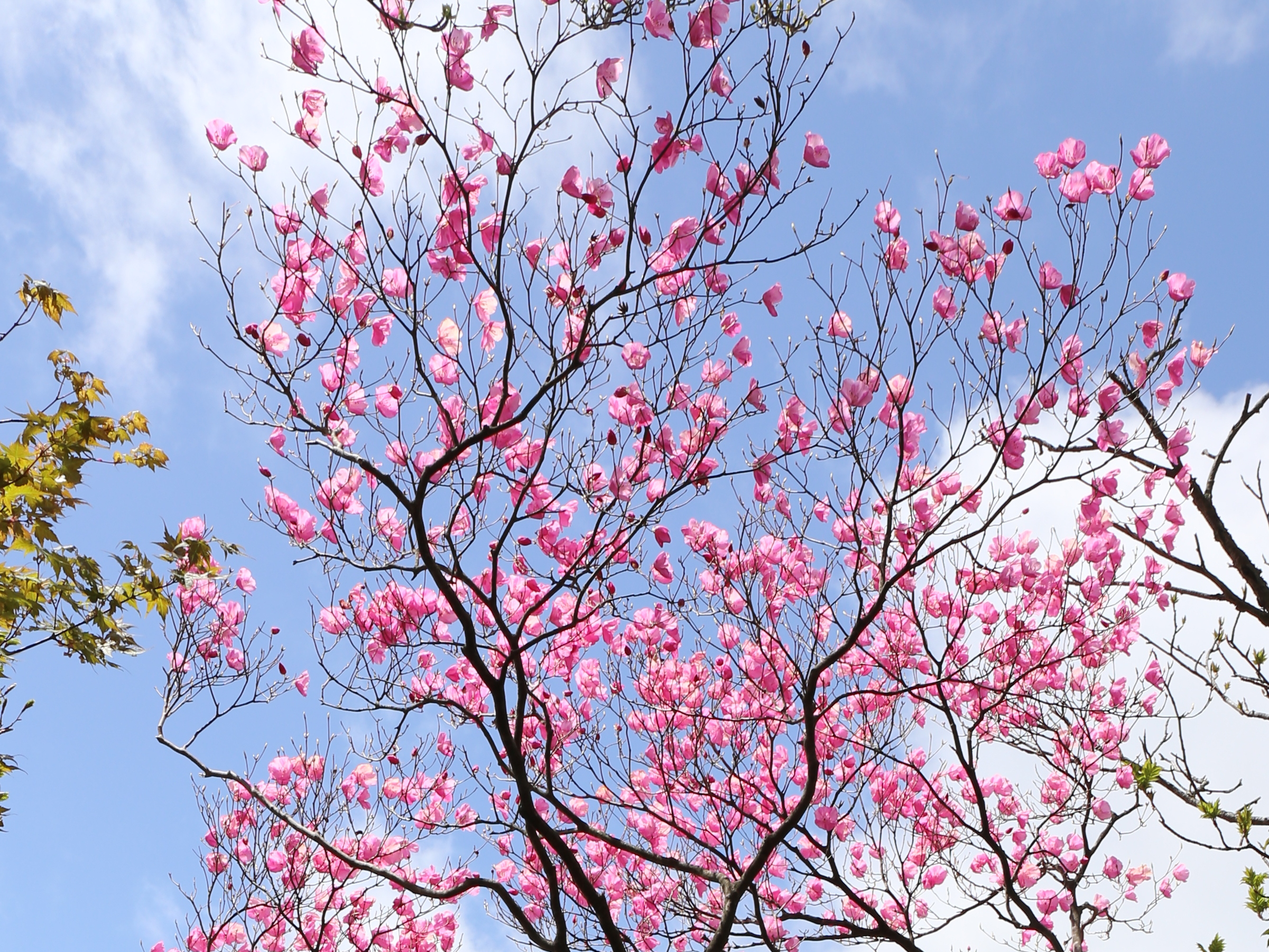
アケボノツツジ（奈良県明神平）（2018年5月10日）
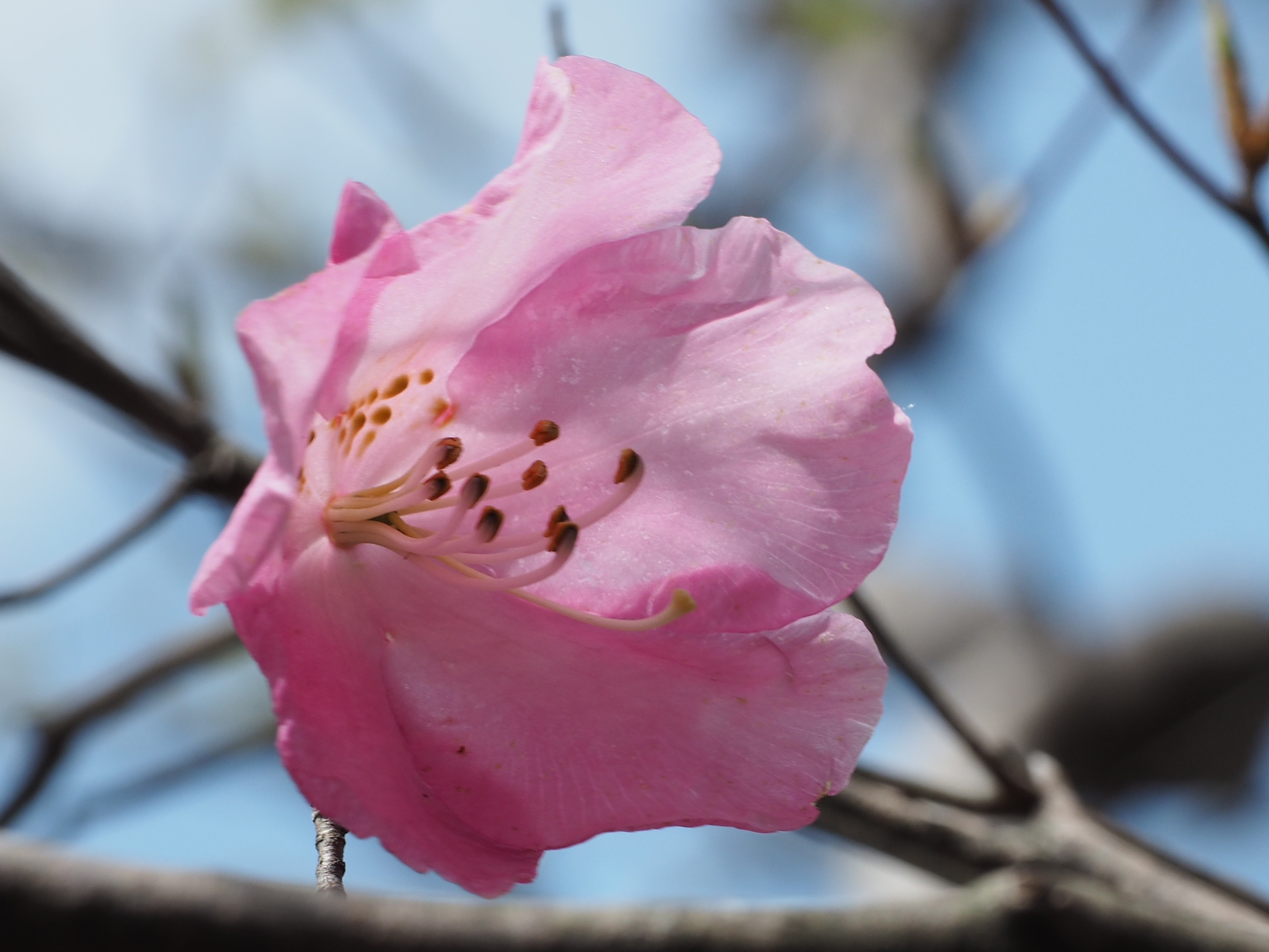
アケボノツツジの花（奈良県明神平）（2018年5月10日）
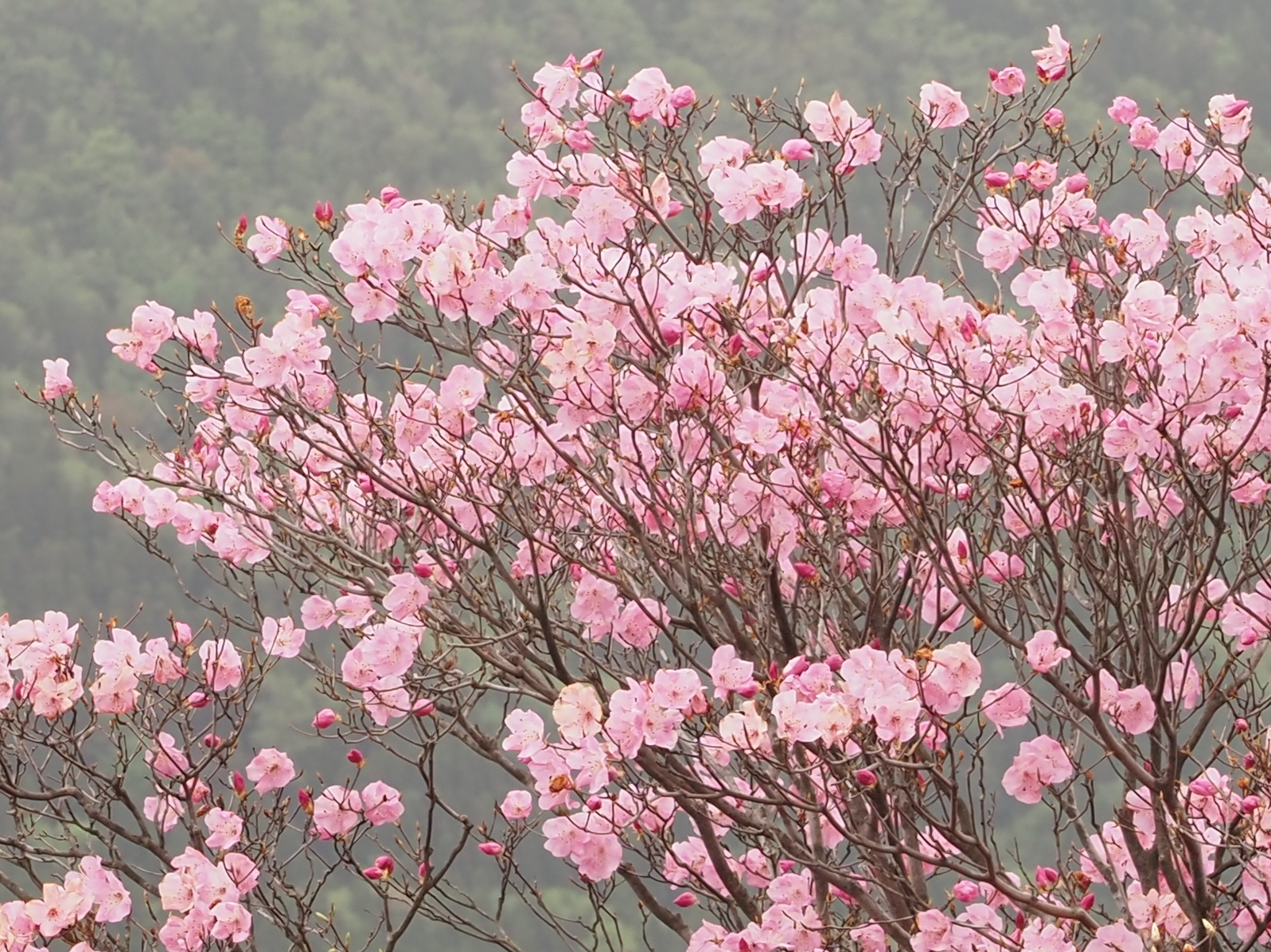
ツクシアケボノツツジ　（大崩山）（2021年5月8日）